# Audience Response System

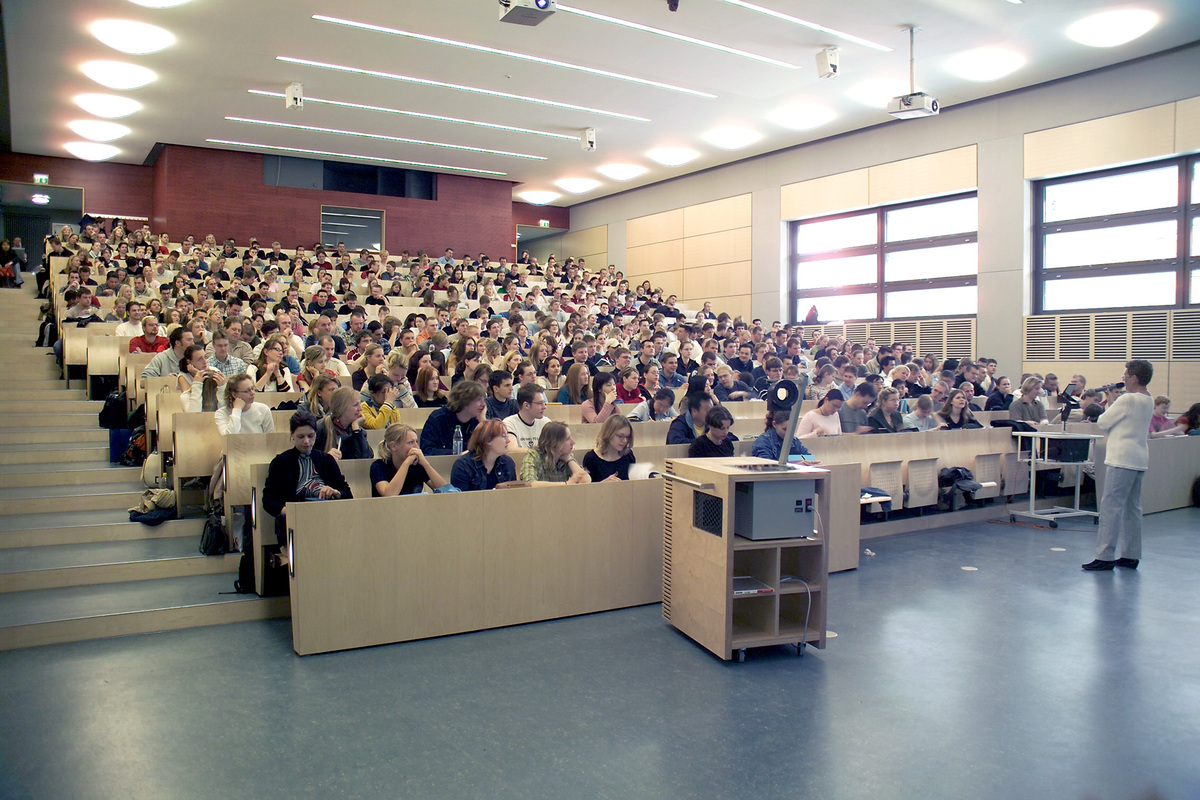
Audimax der Universität Rostock

Als Audience Response Systems werden technisch-elektronische Geräte bezeichnet, die im Rahmen von Lehrveranstaltungen oder bei Vorträgen mit zahlreichen Teilnehmern die Interaktivität zwischen Dozent (bzw. Referent) und den Zuhörern erhöhen sollen. Der Einsatz solcher Systeme als Lehrtechnologie wird zumeist durch konkrete didaktische Konzepte geleitet und ist somit als Teilbereich des E-Learning zu verstehen, häufig im Zusammenhang von Peer Instruction. Beispiele für Audience Response Systems sind einerseits klassische „Clicker“ und andererseits moderne, webbasierte Lösungen, die mit Hilfe internetfähiger Mobilgeräte der Teilnehmer arbeiten.

## Allgemeine Beschreibung
Audience Response Systems (ARS) sind interaktive Lernwerkzeuge, die zur Steigerung der Interaktion von Publikum und Redner in Lehr- und Vortragssituationen eingesetzt werden. Die meisten solcher Systeme basieren auf einer durch Funkverbindung vernetzten Hardware und einer Präsentationssoftware. Die traditionellen Systeme setzen dabei häufig auf sogenannte Clicker, mit deren Hilfe das Publikum an kollektiven Abstimmungsverfahren teilnehmen kann. Moderne Systeme benötigen oftmals keine zusätzliche Hardware, da die Abstimmung und Interaktion über Smartphones, Laptops oder Tablets erfolgt.
ARS erlauben es großen Gruppen über bestimmte Aspekte abzustimmen oder Fragen zu beantworten. Abhängig vom eingesetzten System erhält bzw. hat jeder Teilnehmer ein technisches Gerät (Clicker, Smartphone/Tablet), das die Teilnahme ermöglicht.
Der Großteil der verfügbaren, traditionellen Systeme setzt derzeit noch auf den Einsatz von spezieller kabelloser Hardware. Die Datenübertragung findet dabei entweder über Infrarot- oder Funk-Übertragung statt. Darüber hinaus gibt es seit einiger Zeit web-basierte Systeme, deren Datenübertragung zwischen Sender und Empfänger über das Internet erfolgt. Meist wird in diesem Zusammenhang auch auf Smartphone-basierte Systeme zurückgegriffen, da diese kostengünstiger und einfacher zu handhaben sind. Hardwarebasierte Systeme kosten in etwa das 10fache einer Software-/Cloud-Lösung.

## Klassische elektronische Abstimmungssysteme

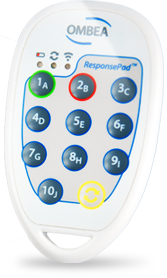
Handelsüblicher Clicker

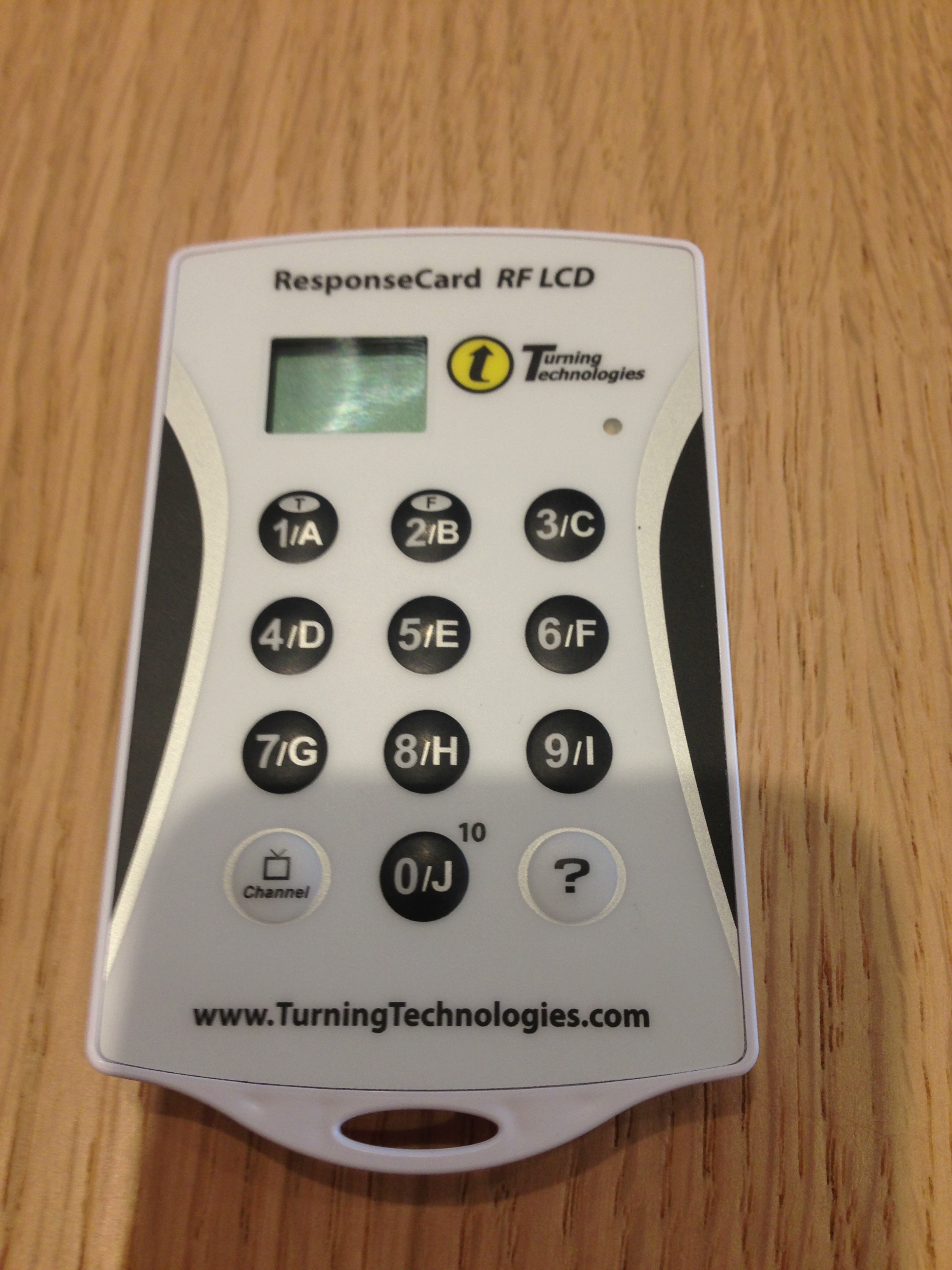
Handelsüblicher Clicker

Vorgänger der heutigen funktionsreichen ARS sind elektronische Abstimmungssysteme (sogenannte „Clicker“) die meist lediglich eine Funktion haben: Sie ermöglichen es, anonyme Abstimmungen in Lehrveranstaltungen oder Versammlungen mit Hilfe von vorher im Publikum verteilten Clickern durchzuführen. Die Eingaben der Zuschauer werden drahtlos an die Abstimmungssoftware übertragen und können dann mittels Videoprojektor an die Wand projiziert werden. Durch die Integration des Abstimmungssystems können neben klassischen Abstimmungsfragen (Multiple-Choice-Frage / Forced-Choice-Frage) auch domänenspezifische Aufgabentypen in Lehrveranstaltungen eingesetzt werden. Oftmals werden im Vorfeld der Abstimmungen an das anwesende Publikum Clicker verteilt, die nach der Befragung wieder eingesammelt werden.

## Typen von ARS
Hardwarebasierte ARS
Der Dozent stellt dem Auditorium mit Hilfe eines Computers und einer Präsentationssoftware Fragen mit mehreren Antwortmöglichkeiten (Multiple-Choice-Fragen). Die Zuhörer geben per vorher verteilten Clickern ihre jeweilige Antwort, bspw. A, B oder C, durch Drücken der entsprechenden Taste ab. Die Antwort wird per Funk an einen Receiver gesendet, der mit dem Computer des Redners verbunden ist. Die ARS-Software wertet die Antworten aus und stellt sie anschließend grafisch dar. Je nach Ausstattung des Systems können mit unterschiedlichen Tasten der Clicker, Ja/Nein- oder auch nummerische Antworten gegeben werden.
Software-/Cloudbasierte ARS
Software- oder Cloud-Lösungen sind häufig webbasiert und machen sich die flächendeckende Verbreitung von Smartphones/Laptops und WiFi-Anbindungen zunutze. Der Dozent richtet Fragen an die Zuhörer, die diese – je nach System – entweder als Teil der Präsentation des Redners oder direkt im Webbrowser auf ihren mobilen Geräten sehen. Die Abstimmung oder Beantwortung der Frage erfolgt, ebenfalls über die Webseite bzw. die App des jeweiligen Systems.

## Wartung
- Die Hardware wie Clicker etc. muss gewartet und ggf. repariert werden.
- Die für die Systeme benötigte Software muss konfiguriert und auf dem neuesten Stand gehalten werden.
- Die Funktionsweise aller Systeme hängt auch von den Gegebenheiten vor Ort ab, wie zum Beispiel architektonischen Eigenheiten.
- Die Funktionsweise software-/cloudbasierter Systeme hängt zusätzlich von der WLAN-Abdeckung ab.

## Einsatzgebiete von ARS
- Schulische und universitäre Lehre
- Öffentliche Vorträge und Präsentationen
- Konferenzen und Großereignisse
- Politische Kampagnen
- Kooperatives Training
- Abstimmungen und Entscheidungsfindung
- Marktforschung

## Vorteile von ARS
1. Verbesserte Aufmerksamkeit: In einer Studie an vier Universitäten in Wisconsin wurden Universitätsmitarbeiter und Studenten, die in ARS-unterstützten Lehrsituationen partizipiert haben, hinsichtlich der Wirkung dieser Systeme befragt. 94 % der befragten Dozenten stimmten mit der Behauptung überein, dass „Clicker die Einbindung der Studenten“ erhöht hätten. Die restlichen 6 % der Befragten standen der Behauptung neutral gegenüber. Gleichzeitig sagten 69 % der 2684 befragten Studenten aus, dass „Clicker halfen, sich stärker als sonst einzubringen“. 13 % widersprachen dieser Aussage.[2]
2. Gesteigerte Wissensvermittlung: In der gleichen Studie stimmten 74 % der befragten Studenten der Aussage zu, dass „Clicker einen Mehrwert für den Lernerfolg der Studenten“ haben. Übereinstimmend gaben 59 % der Studenten an, dass „Clicker einen Mehrwert für das eigene Lernen“ haben; lediglich 19 % widersprachen dieser Behauptung.[3] Des Weiteren untersuchten Catherine Crouch und Eric Mazur die Effekte von „Peer Instruction“ und ARS auf die studentischen Lehrerfolge.[4] Dozenten die mit „Peer Instruction“ arbeiten, vermitteln den Studenten zunächst spezifische Informationen, anschließend wird eine Frage gestellt, um den Vermittlungserfolg bei den Studenten zu erfassen. Die Studenten beantworten diese Fragen mit Hilfe von ARS, bevor sie in kleinen Gruppen ihre zuvor gegebenen Antworten diskutieren. Anschließend stellt der Dozent die Frage erneut, um mögliche Veränderungen im Antwortverhalten zu messen. Im Rahmen der Studie konnte gezeigt werden, dass Studenten die mit „Peer Instruction“ und ARS unterrichtet wurden, signifikant bessere Lernerfolge erzielten als Studenten, die mit traditionellen Lehrmethoden unterrichtet wurden.[5] Eine Untersuchung von Miller et al. konnte hingegen keine signifikanten Unterschiede hinsichtlich des Lernerfolges zwischen Studenten, die die ARS verwendeten und solchen, die traditionell unterrichtet wurden, nachweisen.[6]
3. Anonymität: Im Gegensatz zum Anzeigen per Hand oder verbaler Äußerung ist das Abstimmen mit Hilfe von Clicker oder Smartphone anonym. Dies kann, dank der sinkenden Wahrscheinlichkeit von sozialen Sanktionierungsmaßnahmen aufgrund falscher oder abweichender Antworten und Ansichten, zu einer erhöhten Partizipationsbereitschaft führen. Des Weiteren ermöglichen einige ARS, dass die Zuhörer (ausformulierte) Fragen vollkommen anonym direkt an den Dozenten richten können.
4. Erfassung individueller Fortschritte: Je nach System haben die Nutzer die Möglichkeit, anhand eindeutiger Identifikationsnummern und dauerhaft gespeicherter Daten, ihre individuellen Lernfortschritte (bspw. anhand von wiederkehrenden Multiple-Choice-Fragen) objektiv einzusehen.
5. Real-Time-Feedback: Die meisten ARS erlauben es, nach beendetem Abstimmungsverfahren die Ergebnisse der Umfrage als Grafik oder Tabelle unmittelbar dem Auditorium zu präsentieren – entweder im Rahmen der Präsentation des Dozenten oder auch direkt auf den mobilen Geräten der Zuhörer.
6. Erzeugung interaktiver und unterhaltsamer Lehrumgebungen: Der Einsatz von ARS kann aufgrund seiner Neuartigkeit zu einer Steigerung des individuellen Interesses im Unterricht und der Lehre führen. Die Möglichkeit, sich und seine Ergebnisse mit denen anderer Teilnehmer zu vergleichen, erzeugt eine neuartige Form der Interaktivität, die zu einer veränderten Lehrsituation führt.[7]
7. Unmittelbares Feedback: ARS befähigen Dozenten wie Studenten gleichermaßen, unmittelbare Gewissheit darüber zu erlangen, welches Wissen und welche Konzepte erfasst wurden und welche nicht. Die bereits weiter oben erwähnten Studien zeigen, dass dieser Vorteil auf beiden Seiten erkannt und geschätzt wird.
8. Datenerfassung und -analyse: Aufgrund ihres technisch digitalen Charakters ermöglichen ARS – im Gegensatz zur Abstimmung per Handzeichen – das dauerhafte Speichern, Anzeigen und Analysieren der Ergebnisse. Je nach System können Dozenten Entwicklungen über den Zeitverlauf hinweg erfassen bzw. Studenten ihre individuellen Fortschritte einsehen.